# Myrmica transsibirica
Myrmica transsibirica är en myrart som beskrevs av Alexander G. Radchenko 1994. Myrmica transsibirica ingår i släktet rödmyror, och familjen myror. Inga underarter finns listade i Catalogue of Life.